# Sequential
A Sequential egy amerikai szintetizátorgyártó cég, amelyet 1974-ben Sequential Circuits néven alapított Dave Smith. 1978-ban a Sequential kiadta a Prophet-5-öt, az első programozható polifonikus szintetizátort, amely széles körben elterjedt a zeneiparban. Az 1980-as években a Sequential meghatározó szerepet játszott a MIDI kifejlesztésében, ami az elektronikus hangszerek digitális vezérlésére szolgáló általános szabvány.
1987-ben a Sequential megszűnt és a Yamaha megvásárolta a céget. Smith egy új cégen, a Dave Smith Instruments-en keresztül folytatta a hangszerek fejlesztését. 2015-ben a Yamaha visszaadta a Sequential Circuits védjegyet a Dave Smith Instruments-nek, amely 2018-ban felvette a Sequential nevet. 2021-ben a Sequential-t felvásárolta a brit Focusrite hangtechnológiai cég.

## Történelem

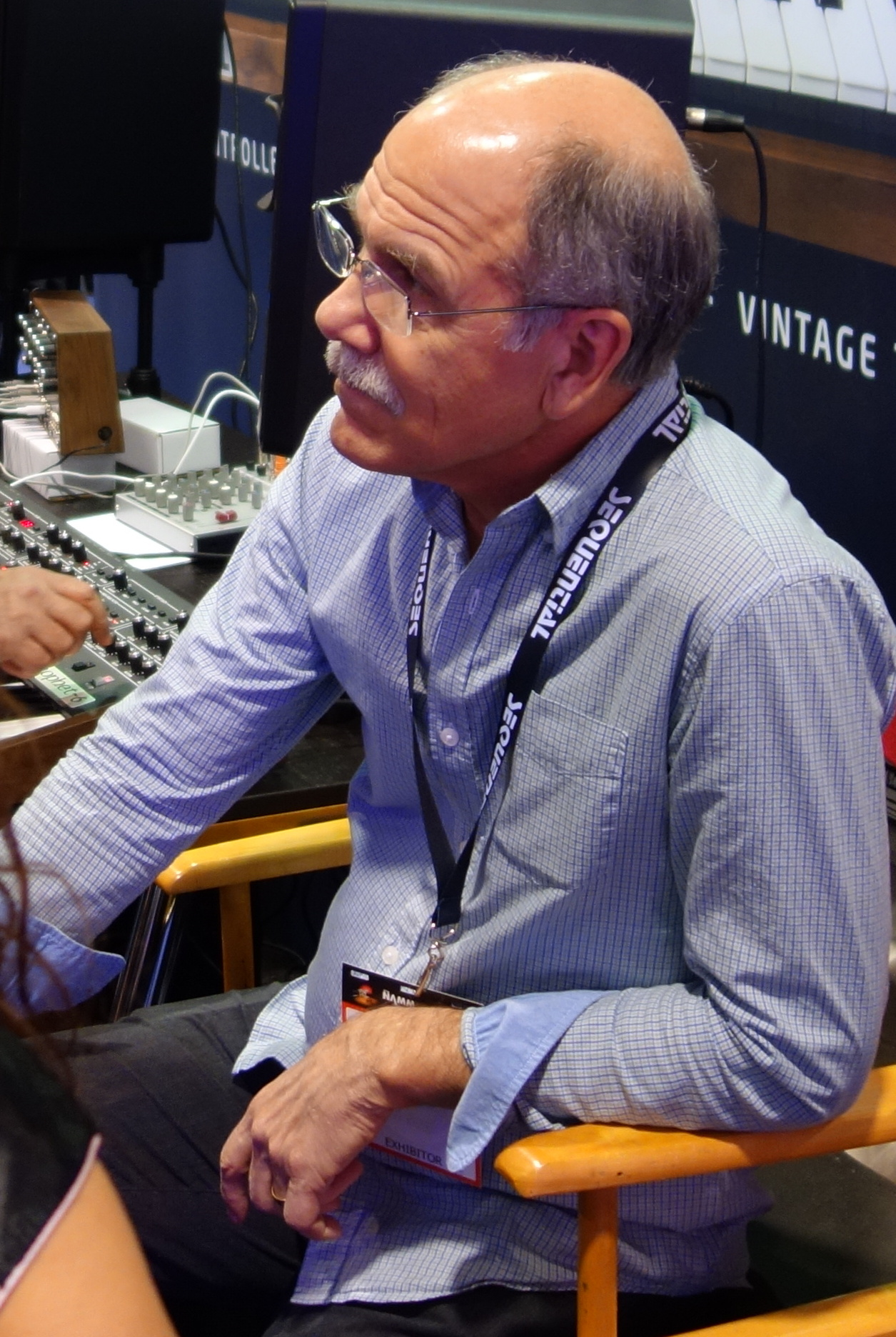
A Sequential alapítója, Dave Smith 2015-ben.

### 1974–1980: Alapítás, első termékek és a Prophet-5
Dave Smith mérnök 1974-ben alapította a Sequential Circuits céget San Franciscóban. Az első Sequential Circuits termék egy analóg szekvenszer volt Moog és ARP szintetizátorokhoz, ezt követte egy digitális szekvenszer és a Model 700 Programmer, amely lehetővé tette a felhasználók számára a Minimoog és ARP 2600 szintetizátorok vezérlését. Az 1975-ben kiadott Model 800-at mikroprocesszorral vezérelték és programozták.

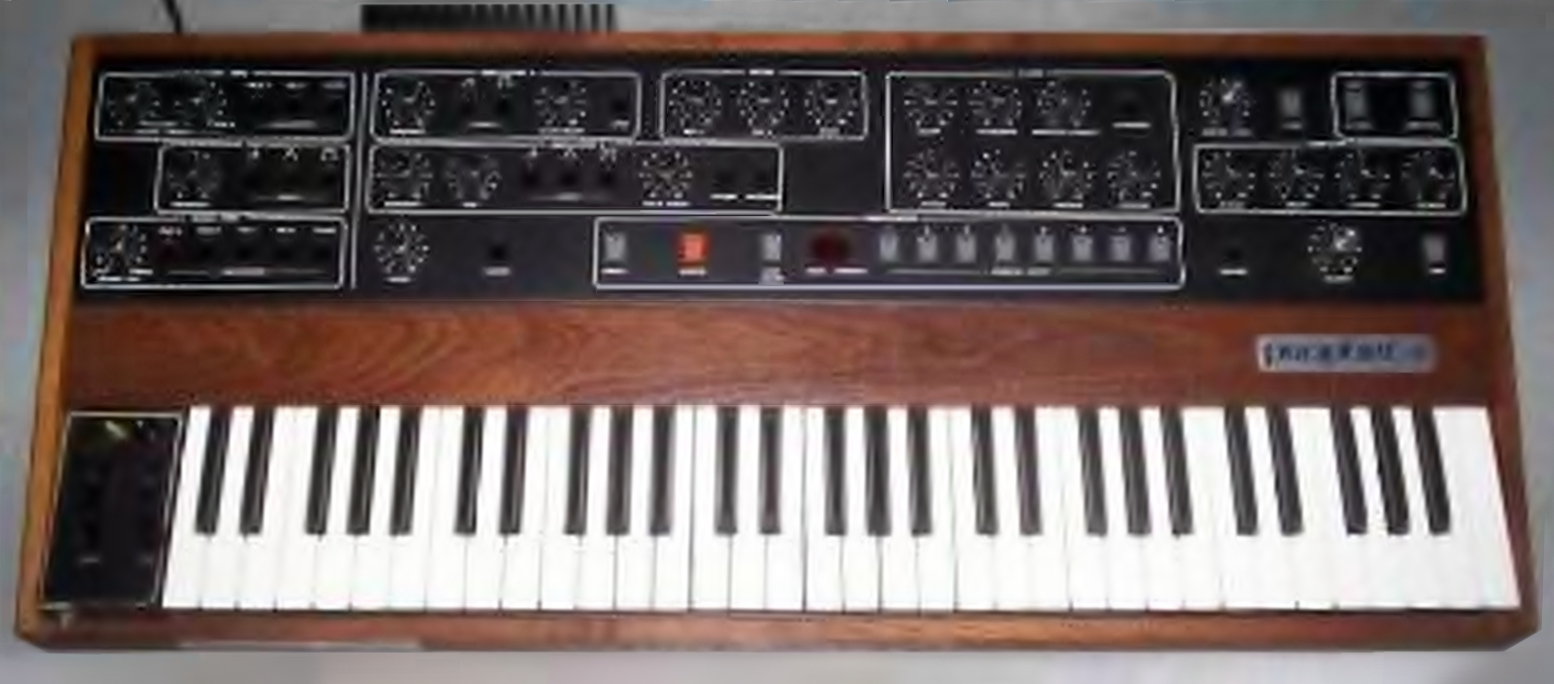
A Prophet-5 (1978), a Sequential első szintetizátora.

Smith akkoriban teljes munkaidőben mikroprocesszorokkal dolgozott, ami akkor új technológia volt. Előállt azzal az ötlettel, hogy ezeket szintetizátor chipekkel kombinálva létrehozhatna egy programozható szintetizátort, de nem foglalkozott ezzel komolyabban, feltételezvén, hogy a Moog vagy az ARP cégek valamelyike fog elsőként ilyen hangszert megalkotni. Az idő múlásával azonban egyik cég sem adott ki ilyen hangszert, ezért 1977 elején felmondott, hogy teljes munkaidőben megtervezhesse az első teljesen programozható polifónikus szintetizátort, ami végül a Prophet-5 nevet kapta. 1978 januárjában a NAMM Show-n mutatta be és még abban az évben leszállította az első példányokat.
A korábbi szintetizátorokat többek között kábelek bekötésével és a potméterekkel kellett beállítani a hangszínek létrehozásához. Nem volt garancia arra, hogy később sikerül pontosan ugyanúgy beállítani a szintetizátort, ha újból szükség van egy hangszínre. A Prophet-5 mikroprocesszorok segítségével képes volt a hangok digitális memóriában való tárolására. Ez lehetővé tette, hogy a szintetizátorok, amelyek addig sokszor furcsa, kiszámíthatatlan hangokat hoztak létre, immáron „ismerős hangok sztenderd csomagját” állítsák elő. A Prophet-5 piacvezető és zeneipari sztenderd lett, amelyet olyan zenészek, mint Michael Jackson, Madonna és Dr. Dre, valamint olyan filmzeneszerzők használnak, mint John Carpenter. Ezt követte a nagyobb Prophet-10, amely kevésbé volt sikeres, mivel hírhedt volt a megbízhatatlanságáról. A kisebb Pro-One, ami lényegében egy monofón Prophet-5, nagyobb sikert ért el.

### 1981–1982: MIDI

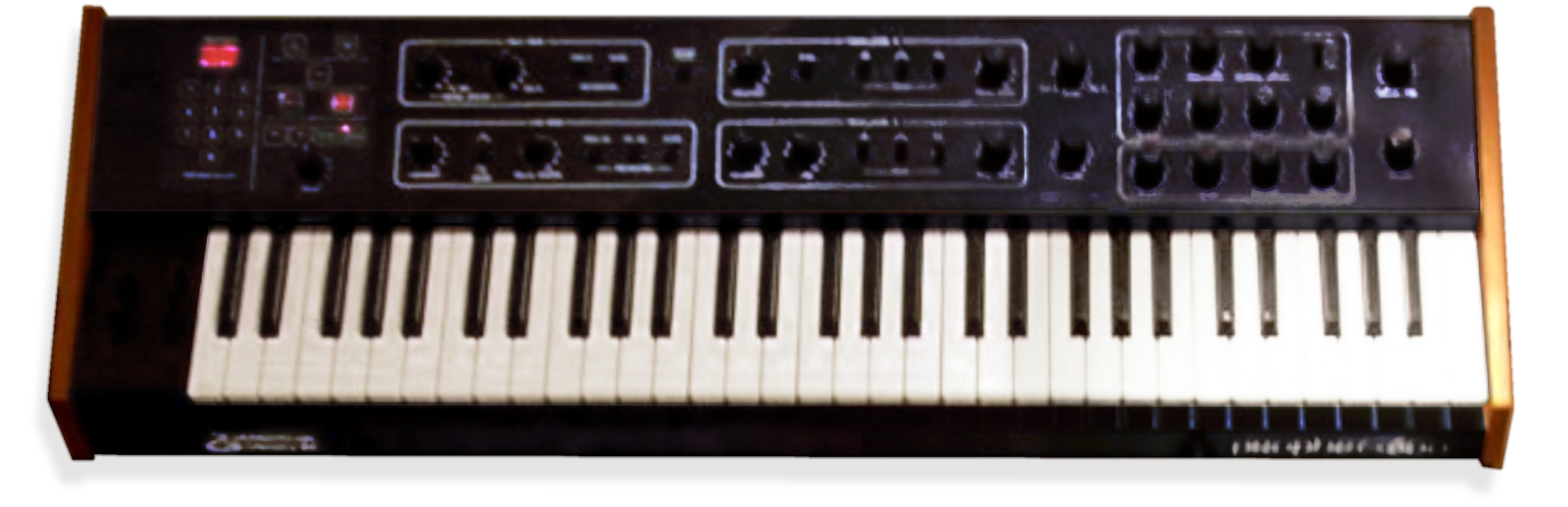
Prophet 600 (1982), az első MIDI-vel felszerelt Sequential Circuits szintetizátor.

1981-ben Ikutaro Kakehashi, a japán Roland szintetizátorgyár alapítója és akkori vezetője előállt egy szabványosított eszköz koncepciójával, amely segítségével a különböző cégek által gyártott elektronikus hangszereket vezérelni, szinkronizálni lehetne. Ezen technológia megtervezésének ügyében felkereste Smith-t. Ezután Smith és a Sequential cég egy másik mérnöke, Chet Wood egy olyan interfészt tervezett, amely a Roland digitális vezérlőbuszt (Digital Control Bus, DCB) használta alapul. A fejlesztés során rendszeresen egyeztettek a Roland, a Yamaha, a Korg és a Kawai cégek képviselői.:20 A szabványnak a Musical Instrument Digital Interface (MIDI) nevet adták.:4 Az elkészült szabványt Kakehashi és Smith együtt mutatták be a nagyközönség számára, ezen munkásságuk elismeréseként pedig 2013-ban mindketten megkapták a Technikai Grammy-díjat. 1982-ben a Sequential kiadta a Prophet 600-at, az egyik első MIDI-vel felszerelt szintetizátort.

### 1987: Bezárás
1987-ben a Sequential Circuits kiadta az utolsó termékét, a Prophet 3000 digitális samplert. Mindössze néhány tucat készült belőle mielőtt a cég bezárt. Smith kritizálta azt a döntést, hogy 1985-ben áttértek a számítógépes zenélésre: „Túl kicsik voltunk és alultőkésítettek, továbbá a kelleténél néhány évvel korában kezdtünk el ezzel foglalkozni a piacon ... Ez kimerítette az erőforrásainkat, így mire visszatértünk a professzionális hangszerekhez, már túl késő volt.” A Sequential Circuits-et a japán Yamaha vállalat vásárolta meg, azonban a Yamaha 1989-ben megszüntette a céget, miután egyetlen terméket sem adott ki a neve alatt. Smith átment a Korg céghez, ahol főleg a Wavestation szintetizátoron dolgozott.

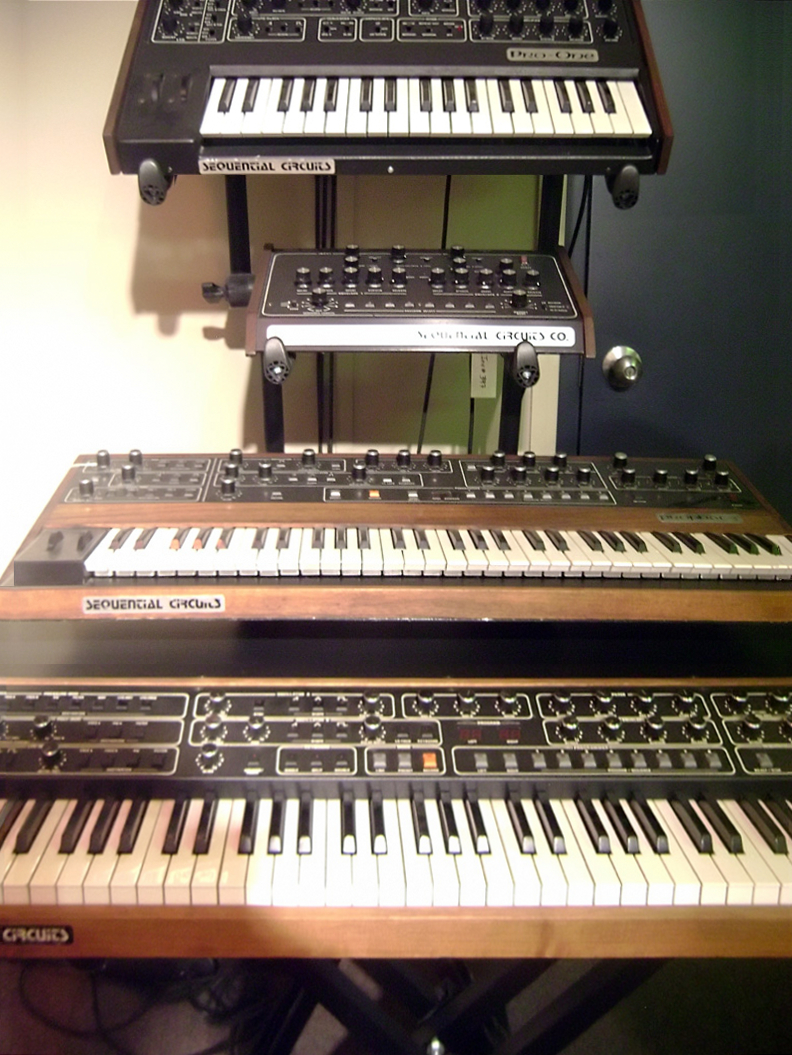
A Sequential cég különféle termékei az 1970-es és az 1980-as évek fordulójának időszakából.

2002-ben, miután több évig dolgozott szoftver szintetizátorok fejlesztésén, Smith új céget alapított, a Dave Smith Instruments-et (DSI), hogy új hardver szintetizátorokat építsen. Az új cég első terméke a 2002-ben kiadott Evolver szintetizátor volt. 2008-ban a DSI piacra dobta a Prophet '08-at, amely egy elérhető árúnak szánt nyolc szólamú analóg szintetizátor volt.

### 2015–napjainkig: a Sequential név visszatérése és a Focusrite általi felvásárlás

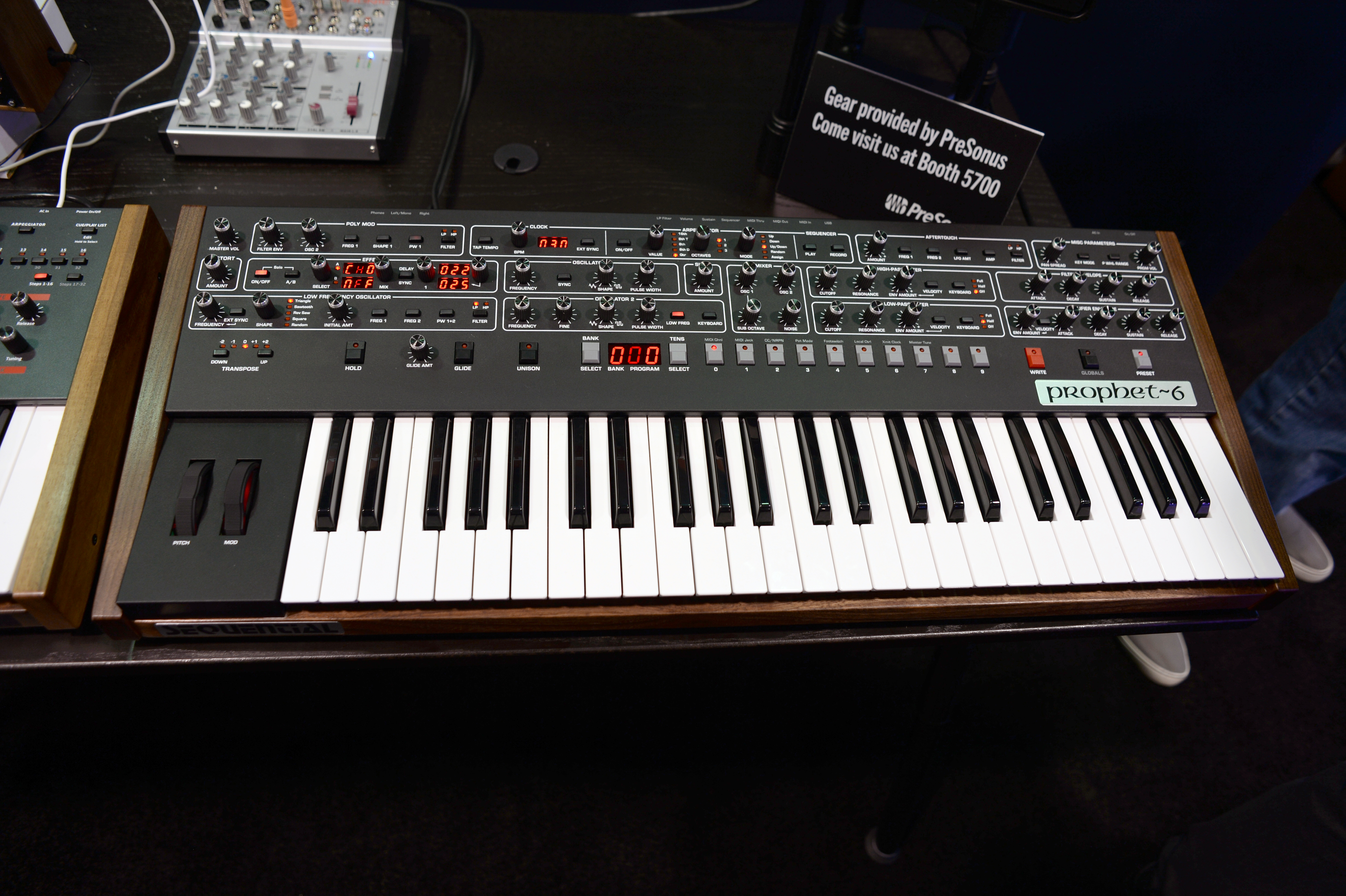
Sequential Prophet-6 (2015)

2015 januárjában a Yamaha jóindulatú gesztusként visszaadta a Sequential Circuits márkát Smithnek. Ez Kakehashi hatására történt, aki Smith-szel együtt dolgozott a MIDI létrehozásán. Kakehashi így nyilatkozott: „Úgy érzem, fontos, hogy megszabaduljunk az elektronikus hangszergyártók közötti szükségtelen konfliktusoktól. Pontosan ez a MIDI szelleme. Emiatt személyesen javasoltam a Yamaha elnökének, Nakata úrnak, hogy adja vissza a Sequential név jogait Dave Smith-nek.”
2015-ben a Sequential kiadta a Prophet-6-ot, majd 2018-ban a Prophet-X-et, amely sample lejátszást és digitálisan vezérelt oszcillátorokat tartalmazott. 2018. augusztus 31-én, a Prophet-5 kiadásának 40. évfordulóján a Dave Smith Instruments cég felvette a Sequential nevet. 2020. szeptember 30-án a Sequential bejelentette az eredeti Prophet-5 felfrissített újrakiadását. 2020-ban 18,3 millió dollár bevétele volt a cégnek. 2021. április 27-én a Sequential bejelentette, hogy a céget felvásárolta a brit Focusrite hangtechnikai vállalat. Dave Smith 2022. május 31-én meghalt.

## Fordítás
Ez a szócikk részben vagy egészben  a   Sequential (company) című angol Wikipédia-szócikk ezen változatának fordításán alapul.  Az eredeti cikk szerkesztőit annak laptörténete sorolja fel. Ez a jelzés csupán a megfogalmazás eredetét és a szerzői jogokat jelzi, nem szolgál a cikkben szereplő információk forrásmegjelöléseként.